# Rettenbach (Vierkirchen)
Rettenbach ist ein Gemeindeteil der Gemeinde Vierkirchen im oberbayerischen Landkreis Dachau.

## Lage
Das Kirchdorf liegt östlich des Kernortes Vierkirchen an der Einmündung der Kreisstraße DAH 10 in die Kreisstraße DAH 9. Am nördlichen Ortsrand fließt der Rettenbach, östlich verläuft die Bundesstraße 13.

## Geschichte
Rettenbach, das aus Rotinpah, Rotbach über Röttenbach zur heutigen Schreibform fand, bedeutet Rodung am Bach.
Rettenbach wird erstmals im August 852 genannt, als der Freisinger Bischof Erchanbert dem Edlen Hitto in Assenhausen 126 Joch Acker, Wiesen und Wald vertauschte gegen einen Teil des Erbes dieses Edlen im gleichen Ausmaß in „Rotinpah“. 
Verschiedene Adelige und Edle waren danach Besitzer von Rettenbach. Anfang des 13. Jahrhunderts übereignete der wittelsbachische Ministeriale Heinrich von Kranzberg in Rettenbach Grundbesitz dem Kloster Weihenstephan.
Um 1500 waren 13 Anwesen in Rettenbach zu verzeichnen. 
Rettenbach konnte bis heute weitestgehend seinen bäuerlichen Charakter erhalten.

## Baudenkmäler
In der Liste der Baudenkmäler in Vierkirchen (Oberbayern) ist für Rettenbach ein Baudenkmal aufgeführt:
- Die katholische Filialkirche St. Nikolaus ist eine romanische Chorturmanlage des 13. Jahrhunderts, die im 15. Jahrhundert und Ende des 17. Jahrhunderts verändert wurde.